# 前野時之
前野 時之（まえの ときゆき、生没年不詳）は、戦国時代及び安土桃山時代頃の武将・土豪。前野時氏の養子で山内掃部助實通の子。土佐前野氏の祖で、山内一豊の叔父にあたる。

## 人物
前野時之は、美濃国大桑郷前野の土豪ともされる山内實通の子に生まれた。はじめ山内勘八郎を名乗り、後に前野時氏の養子となって前野式部尉時之と改める。時氏は藤原秀郷流山内氏で山内一豊の曾祖父である山内實豊の娘（叔母にあたる）と婚姻していた。時氏の坪内氏は前野氏系坪内氏という氏族とされ、時之はこの前野氏系坪内氏の後を継ぐことはなく、時氏の甥であり養子となった坪内勝長が坪内家を継いだ。
義理の従兄弟にあたる前野長康に仕え、元亀元年（1570年）嫡子泰道ととも金ヶ崎の戦いに参戦した。羽柴秀吉による播磨国攻め入りの際には前野長康の馬廻衆の一人となった。子の泰道の子孫は代々土佐藩山内家に仕えた。

## 氏族
前野氏は、桓武天皇の子の良岑安世を始祖とする良岑氏の系統で、立木田高成の子である高長が尾張国丹羽郡前野村（現在の愛知県江南市前野町〜大口町辺り）に移り住んで前野を自称し、その曽孫である時綱が正式に名乗ったのが始まりとされている。土佐前野氏と呼ばれる時之の系統は本家ではなく、時之の代に派生した系統である。しかし実際にこの系統が土佐に住すのは孫の前野豊成の代からである。

## 系譜
- 養父：前野又二郎時氏（坪内又五郎忠勝）
- 父：山内掃部助實通
- 母：不詳
- 妻：二宮長門入道一樂斎の娘
  - 男子：前野泰道
  - 男子：前野泰衡